# Ove Andersen
Ove Andersen (Kotka; 22 de agosto de 1899-Lahti; 13 de enero de 1967) fue un atleta finlandés, especialista en la prueba de 3000 m obstáculos en la que llegó a ser medallista de bronce olímpico en 1928.

## Carrera deportiva
En los JJ. OO. de Ámsterdam 1928 ganó la medalla de bronce en los 3000 m obstáculos, empleando un tiempo de 9:35.6 segundos, llegando a meta tras los también finlandeses Toivo Loukola que con 9:21.8 s batió el récord del mundo, y Paavo Nurmi (plata).